# دانييل يبواه
دانييل يبواه تيتشي (بالفرنسية: Daniel Yeboah) (مواليد 13 نوفمبر 1984 في ساحل العاج) لاعب كرة قدم عاجي يلعب حاليا لصالح نادي أسيك ميموسا العاجي .

## روابط خارجية
- دانييل يبواه على موقع الاتحاد الدولي (مؤرشف)  (الإنجليزية)
- دانييل يبواه على موقع قاعدة بيانات كرة القدم.إي يو (الإنجليزية)
- دانييل يبواه على موقع ناشيونال فوتبول تيمز (الإنجليزية)
- دانييل يبواه على موقع Soccerway.com (الإنجليزية)
- دانييل يبواه على موقع عالم كرة القدم.نت (الإنجليزية)
- دانييل يبواه على موقع كووورة